# Bahnbetriebswerk Wedau
Das zunächst als Lokomotivwerkstätte errichtete spätere Bahnbetriebswerk Wedau befand sich in Duisburg-Wedau. Es war von 1878 bis 1977 in Betrieb.
Die Rheinische Eisenbahn-Gesellschaft errichtete an der Bahnstrecke Mülheim-Speldorf–Troisdorf  1878 die Lokomotivwerkstätte Wedau. Mit den hier stationierten Dampflokomotiven wurden zunächst Züge auf dieser Strecke bespannt. Nach der Verstaatlichung 1880 übernahmen Lokomotiven aus Wedau auch Leistungen auf weiteren Strecken in der Königlichen Eisenbahndirektion Köln, linksrheinisch. Mit Auf- und Ausbau des Rangierbahnhofs Wedau wurde auch die ab ca. 1912 als Bahnbetriebswerk (Bw) definierte Werkstätte ausgebaut. Das Bahnbetriebswerk Wedau besaß zuletzt zwei Ringlokschuppen mit jeweils eigener Drehscheibe. In einem der Lokschuppen konnte zu Wartungszwecken der Kessel einer Dampflokomotive mittels einer Achssenke vom Fahrwerk bzw. Rahmen getrennt werden. 
Nach einer Statistik wurden 1935 täglich 121 in Wedau startende und 25 zum Lokwechsel haltende Güterzüge vom Bw Wedau mit betriebsbereiten Lokomotiven bespannt. Dem Bw Wedau waren dazu 60 Lokomotiven und mehr als 500 Mitarbeiter zugeordnet.
Mit der 1962 abgeschlossenen Elektrifizierung der rechtsrheinischen Eisenbahnstrecke entfiel ein Großteil des Bedarfs an Dampflokomotiven, für den der Bestand des Bw auf 40 Lokomotiven verringert wurde. Die nunmehr eingesetzten Elektrolokomotiven wurden nicht in Wedau gewartet. Das Betriebswerk Wedau beheimatete Dampflokomotiven fast bis zum Ende des Dampflokomotiveinsatzes bei der Deutschen Bundesbahn (DB). Im Februar 1977 fuhr als letzte Wedauer Dampflokleistung eine Lokomotive der Baureihe 50 einen Kokszug von Castrop-Rauxel nach Wedau. Es war zugleich die letzte planmäßige Leistung dieser Baureihe im Dienst der DB.